# 市川薬品
市川薬品株式会社（いちかわやくひん）は、静岡県静岡市鷹匠2-23-23 に本社を置く、医薬品・医療機器・医療用検査試薬・一般用医薬品等の卸売販売をおこなう企業であった。現在は、アルフレッサグループの「シーエス薬品」である。

## 概要
- 代表取締役社長 川崎章
- 資本金 800万円

## 沿史
- 1960年（昭和35年）7月27日 - 田辺製薬の出資により資本金800万円で「市川薬品株式会社」（静岡県静岡市伝馬町）を設立
- 1964年（昭和39年）11月 - 静岡県静岡市日吉町3-3に移転
- 1965年（昭和40年）6月 - 資本金800万円に増資
- 1965年（昭和40年）2月 - 「藤枝出張所」開設
- 1966年（昭和41年）4月 - 「富士宮出張所」開設
- 1968年（昭和43年）4月 - 「清水連絡所」開設
- 1970年（昭和45年）1月 - 「浜松出張所」開設
- 1970年（昭和45年）11月 - 「富士宮出張所」から「富士出張所」へ変更
- 1975年（昭和50年）1月 - 「清水連絡所」から「清水出張所」へ変更
- 1978年（昭和53年）8月 - 「沼津連絡所」開設
- 1982年（昭和57年）11月 - 「浜松出張所」から「浜松営業所」へ変更
- 1985年（昭和60年） - 「掛川連絡所」開設
- 1988年（昭和63年）4月 - 「日生あつみ薬品株式会社」と合併して「株式会社サンアイ」に商号変更

## 大株主
- 田辺製薬50％
- マルゴ経営研究所30％
- 川崎章10％

## 営業所
- 藤枝出張所・静岡県藤枝市水上7-4
- 富士出張所・静岡県富士市伝法977-2
- 浜名出張所・静岡県浜松市馬込町370
- 清水出張所・静岡県清水市有東坂204-21

## 主な取引メーカー
- 田辺製薬（現:田辺三菱製薬）
- 東京田辺製薬（現:田辺三菱製薬）
- 扶桑薬品工業
- 杏林製薬
- 日本シエーリング
- 日研化学
- キッセイ薬品工業
- 興和
- 山之内製薬（現:アステラス製薬）
- ゼリア新薬工業
- ホエイ
- 富山化学工業
- 菱山
- エーザイ